# Kaoma (Band)
Kaoma war eine in Frankreich produzierte Popgruppe um die Sängerin Loalwa Braz. Die Band erreichte mit ihrem Millionenseller Lambada 1989 Spitzenpositionen in den internationalen Hitparaden.

## Besetzung
Im Jahre 1988 entdeckten die französischen Produzenten Jean Georgakarakos und Olivier Lorsac (Olivier Lamotte d’Incamps) während eines Urlaubs den Tanz Lambada in der Stadt Porto Seguro (Brasilien). Nach ihrer Rückkehr nach Paris engagierten sie die brasilianische Sängerin Loalwa Braz (Leadgesang) und den argentinischen Tango-Bandoneonisten Juan José Mosalini, um die sie noch Jean-Claude Bonaventure (Leader/Produzent, Keyboards, Synthesizer), Jacky Arconte (Gitarre), Chyco Roger Dru (Bass), Michel Abihssira (Schlagzeug, Percussion), Claudio Queiros (Saxophon), Fania Niang und Monica Nogueira (beide Hintergrundgesang) organisierten. Dru, Arconte, Bonaventure und Abihssira gehörten zuvor der Begleitband der in Frankreich sehr populären senegalesischen Gruppe Touré Kunda an. Der Name „Kaoma“ leitet sich von einer Provinzstadt in Sambia ab.
Nach Auflösung der Band veröffentlichte Loalwa Braz 2003 das Soloalbum Recomeçar. Im Januar 2017 wurde sie im Alter von 63 Jahren ermordet. Die drei Täter wurden wegen Einbruch mit Todesfolge zu jeweils 37, 28 und 22 Jahren Gefängnis verurteilt.

## Millionenseller
Auf Basis des bolivianischen Lieds Llorando se fue von 1981 produzierte Bonaventure den Titel Lambada, als Texter und Musikkomponist wurde ein gewisser Chico de Oliveira bei der französischen Verwertungsgesellschaft SACEM registriert – ein Pseudonym für Georgakarakos und Lorsac. Die melodietragende südamerikanische Panflöte des Originals wurde durch ein Bandoneon ersetzt.
Mit hohem Publicity-Aufwand wurde das Lied am 21. Juni 1989 in Frankreich veröffentlicht und erreichte – zusammen mit dem parallel produzierten Musikvideo – den ersten Rang der französischen Charts, auf dem er für zwölf Wochen verblieb. In Frankreich wurden 1,7 Millionen Tonträger umgesetzt. Mit zeitlicher Verzögerung erschien das Lied im August 1989 auch in Deutschland, wo er schließlich für zehn Wochen auf Platz 1 notierte und über zwei Millionen Mal verkauft wurde. Begleitet von einem einzigartigen Lambada-Tanzfieber eroberte der Song schließlich große Teile der Welt und wurde weltweit sechs Millionen Mal umgesetzt.

## Alben
- 1989: Worldbeat (FR: ×2Doppelgold )
- 1992: Tribal Pursuit (FR: Gold)

## Videoalben
- 1990: Worldbeat: The Lambada Videos (US: Gold)

## Auszeichnungen für Musikverkäufe
| Goldene Schallplatte - Australien - 1990: für die Single Lambada - Kanada - 1990: für das Album Worldbeat - 1990: für die Single Lambada - Niederlande - 1990: für das Album Worldbeat - Spanien - 2024: für die Single Lambada Platin-Schallplatte - Brasilien - 1990: für das Album Worldbeat - Japan - 1990: für das Album Worldbeat - Niederlande - 1989: für die Single Lambada - Spanien - 1990: für das Album Worldbeat | 2× Platin-Schallplatte - Japan - 1990: für die Single Lambada - Portugal - 1990: für die Single Lambada - Schweden - 1990: für die Single Lambada |

Anmerkung: Auszeichnungen in Ländern aus den Charttabellen bzw. Chartboxen sind in ebendiesen zu finden.
| Land/RegionAuszeichnungen für Musikverkäufe (Land/Region, Auszeichnungen, Verkäufe, Quellen) | Silber     | Gold       | Platin       | Verkäufe  | Quellen                 |
| -------------------------------------------------------------------------------------------- | ---------- | ---------- | ------------ | --------- | ----------------------- |
| Australien (ARIA)                                                                            | —          | Gold1      | —            | 35.000    | aria.com.au             |
| Brasilien (PMB)                                                                              | —          | —          | Platin1      | 250.000   | pro-musicabr.org.br     |
| Deutschland (BVMI)                                                                           | —          | —          | 2× Platin2   | 1.000.000 | musikindustrie.de       |
| Frankreich (SNEP)                                                                            | 3× Silber3 | 3× Gold3   | Platin1      | 1.625.000 | infodisc.fr             |
| Japan (RIAJ)                                                                                 | —          | —          | 3× Platin3   | 700.000   | riaj.or.jp              |
| Kanada (MC)                                                                                  | —          | 2× Gold2   | —            | 100.000   | musiccanada.com         |
| Niederlande (NVPI)                                                                           | —          | Gold1      | Platin1      | 150.000   | nvpi.nl                 |
| Portugal (AFP)                                                                               | —          | —          | 2× Platin2   | 80.000    | Einzelnachweise         |
| Schweden (IFPI)                                                                              | —          | —          | 2× Platin2   | 100.000   | sverigetopplistan.se    |
| Schweiz (IFPI)                                                                               | —          | 2× Gold2   | —            | 50.000    | hitparade.ch            |
| Spanien (Promusicae)                                                                         | —          | Gold1      | Platin1      | 130.000   | elportaldemusica.es ES2 |
| Vereinigte Staaten (RIAA)                                                                    | —          | 2× Gold2   | —            | 550.000   | riaa.com                |
| Vereinigtes Königreich (BPI)                                                                 | —          | Gold1      | —            | 400.000   | bpi.co.uk               |
| Insgesamt                                                                                    | 3× Silber3 | 13× Gold13 | 13× Platin13 |           |                         |